# 入間東部地区事務組合
入間東部地区事務組合（いるまとうぶちくじむくみあい）は、埼玉県富士見市、ふじみ野市および入間郡三芳町によって組織された一部事務組合である。管轄区域は前述の2市1町。2018年4月1日、入間東部地区消防組合と入間東部地区衛生組合（しののめの里の運営）が統合して発足した。

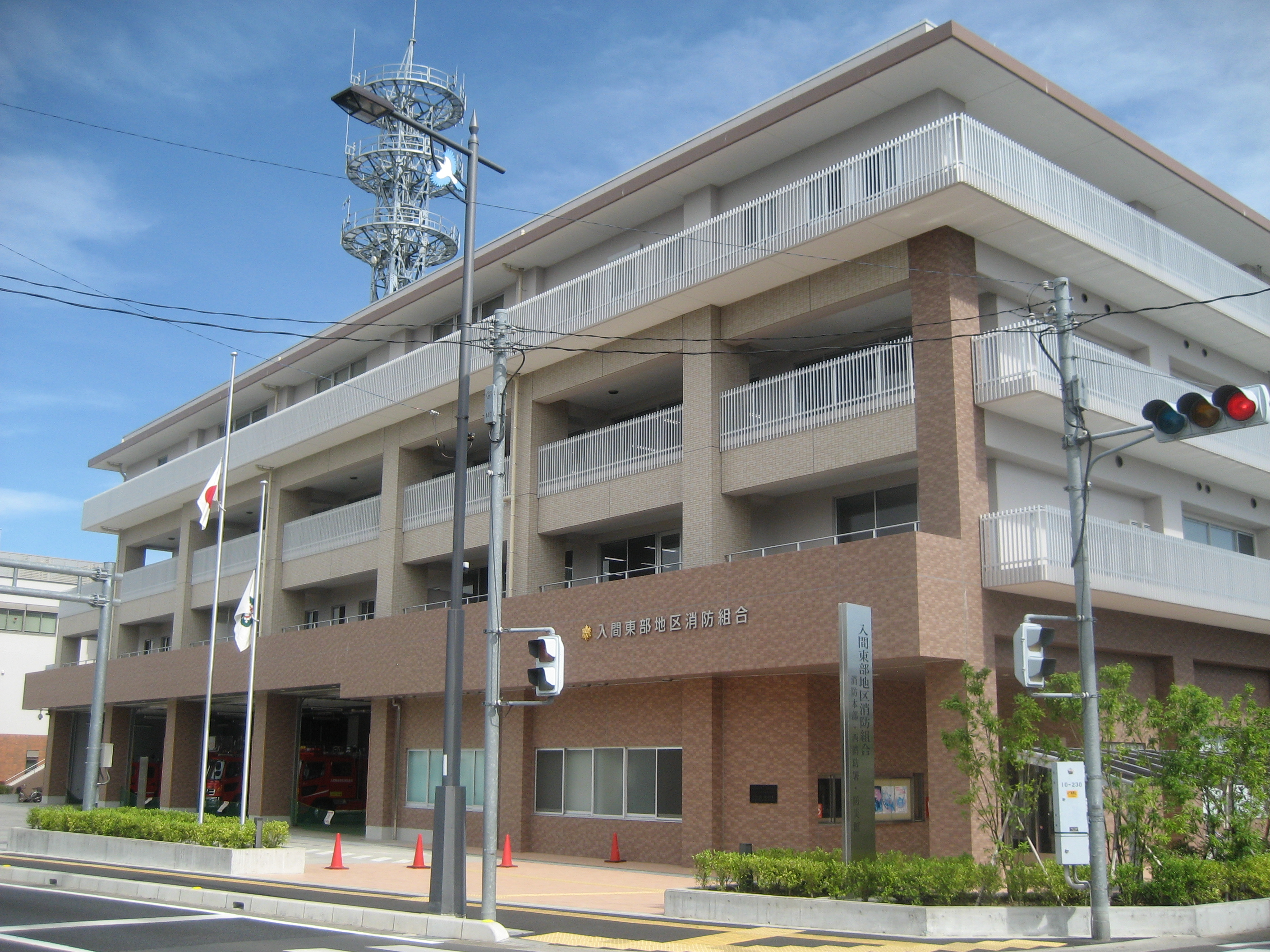
入間東部地区事務組合消防本部・西消防署

## 概要
- 組合事務所：ふじみ野市大井中央1-1-19
- 消防本部：ふじみ野市大井中央1-1-19
- 斎場：しののめの里
- 管内面積：49.67km2
- 職員定数：283
- 消防署2カ所、分署3カ所
- 主力機械（2018年4月1日現在）
  - 普通消防ポンプ自動車：3
  - 水槽付消防ポンプ自動車：5
  - はしご付消防自動車：2
  - 化学消防自動車：1
  - 救助工作車：2
  - 指揮車：1
  - 資機材運搬車：1
  - 災害用重機(バックホウ)：1
  - 多目的搬送車：1
  - 支援車：1
  - 高規格救急車：8
  - 災害用二輪車：4
  - 地震体験車：1

## 沿革
- 1967年
  - 4月　福岡町消防本部・福岡町消防署を開設。
  - 5月　救急業務を開始。
  - 10月　消防庁舎が完成。
- 1970年11月　福岡町・富士見町・大井町・三芳町が入間東部地区消防組合を設立。福岡町消防本部が入間東部地区消防組合消防本部に移行。
- 1971年10月　富士見出張所・大井出張所・三芳出張所を仮庁舎にて開設。
- 1972年4月　福岡町・富士見町が市制施行（上福岡市・富士見市）。
- 1974年
  - 5月　消防本部・消防署庁舎が入間郡大井町苗間161-2に完成し移転。旧庁舎を上福岡出張所に改称。
  - 12月　消防本部に課制を導入。
- 1975年
  - 1月　救助工作車を配備。
  - 8月　上福岡出張所を上福岡分署に改称。
- 1977年
  - 4月　上福岡分署を上福岡出張所に改称。
  - 5月　みずほ台出張所を開設。(富士見市水子2265)
- 1978年3月　三芳出張所庁舎が完成。(入間郡三芳町大字藤久保965-9)
- 1981年11月　富士見出張所庁舎が完成。(富士見市山室1-1342-1)
- 1982年
  - 2月　はしご付消防車を配備。
  - 11月　大井出張所庁舎が完成。(入間郡大井町鶴ケ岡1-3-40)
- 1983年11月　化学消防車を配備。
- 1987年
  - 4月　消防署に特別救助隊が発足。
  - 10月　消防音楽隊が発足。
- 1990年7月　富士見出張所が富士見消防署に、上福岡出張所が上福岡消防署に昇格。消防署を中央消防署に改称。大井出張所・三芳出張所・みずほ台出張所を分署に改称。
- 1993年5月　初の高規格救急車を配備。
- 1997年2月　上福岡消防署の新庁舎が完成し移転する。(上福岡市川崎2-7-3)
- 1998年8月　起震車を配備。
- 2003年2月　三芳分署の新庁舎が完成し移転する。(入間郡三芳町北永井617-8)
  - 2月　消防本部の組織改正を実施し、総務課、予防課、警防課（防災対策課を警防課に変更、防災係から警防防災係に変更、中央消防署指令課を消防指令センターに変更) 、並びに3交代制に移行。
- 2004年
  - 10月　新潟県中越地震の被災地に緊急消防援助隊を派遣。
  - 11月　富士見消防署の新庁舎が完成し移転。(富士見市鶴間1850-1)
- 2005年
  - 2月　入間東部地区消防組合Webサイトを開設。

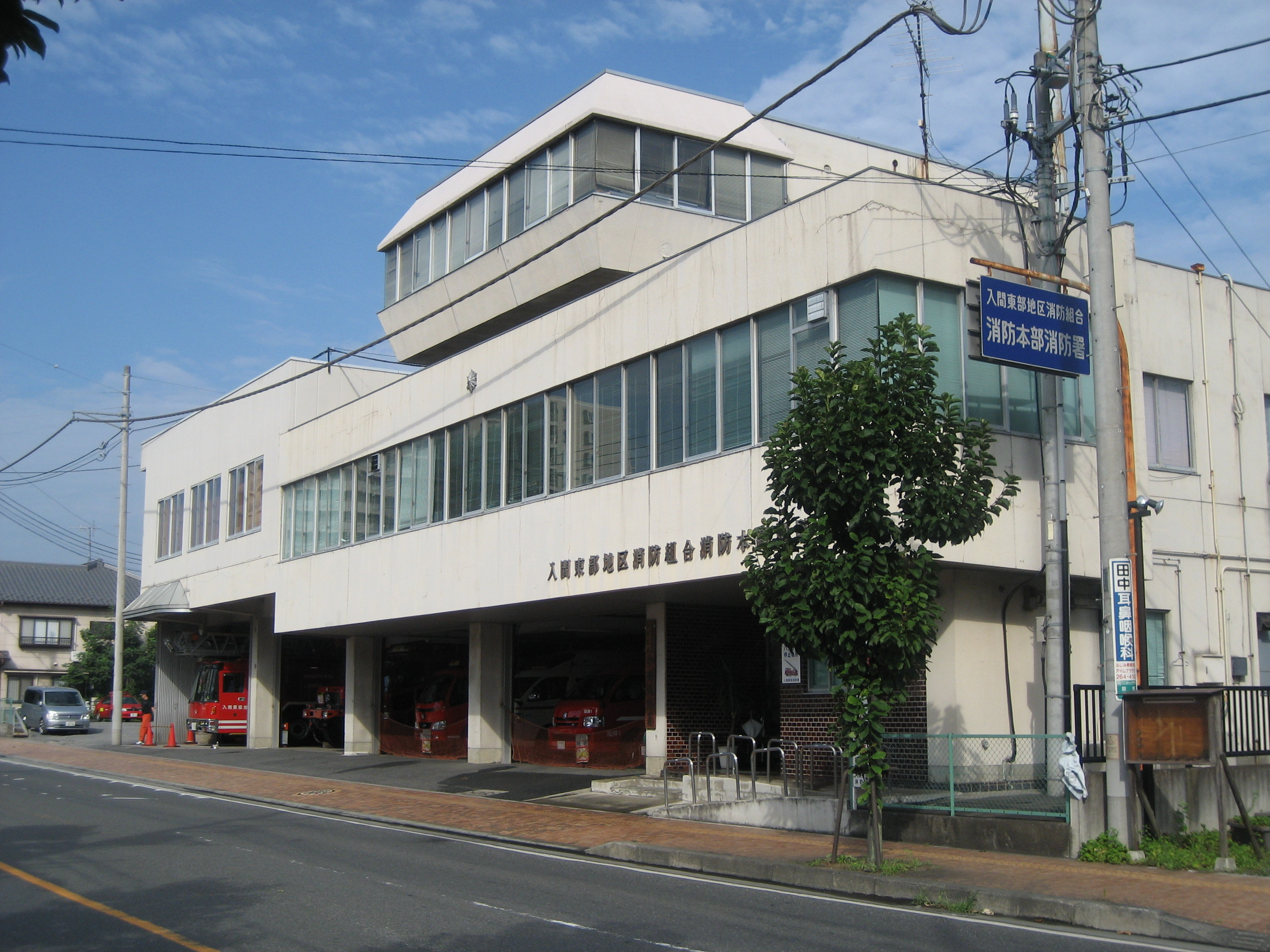
旧消防組合消防本部及び中央消防署（大井分署と統合・移転し閉鎖）

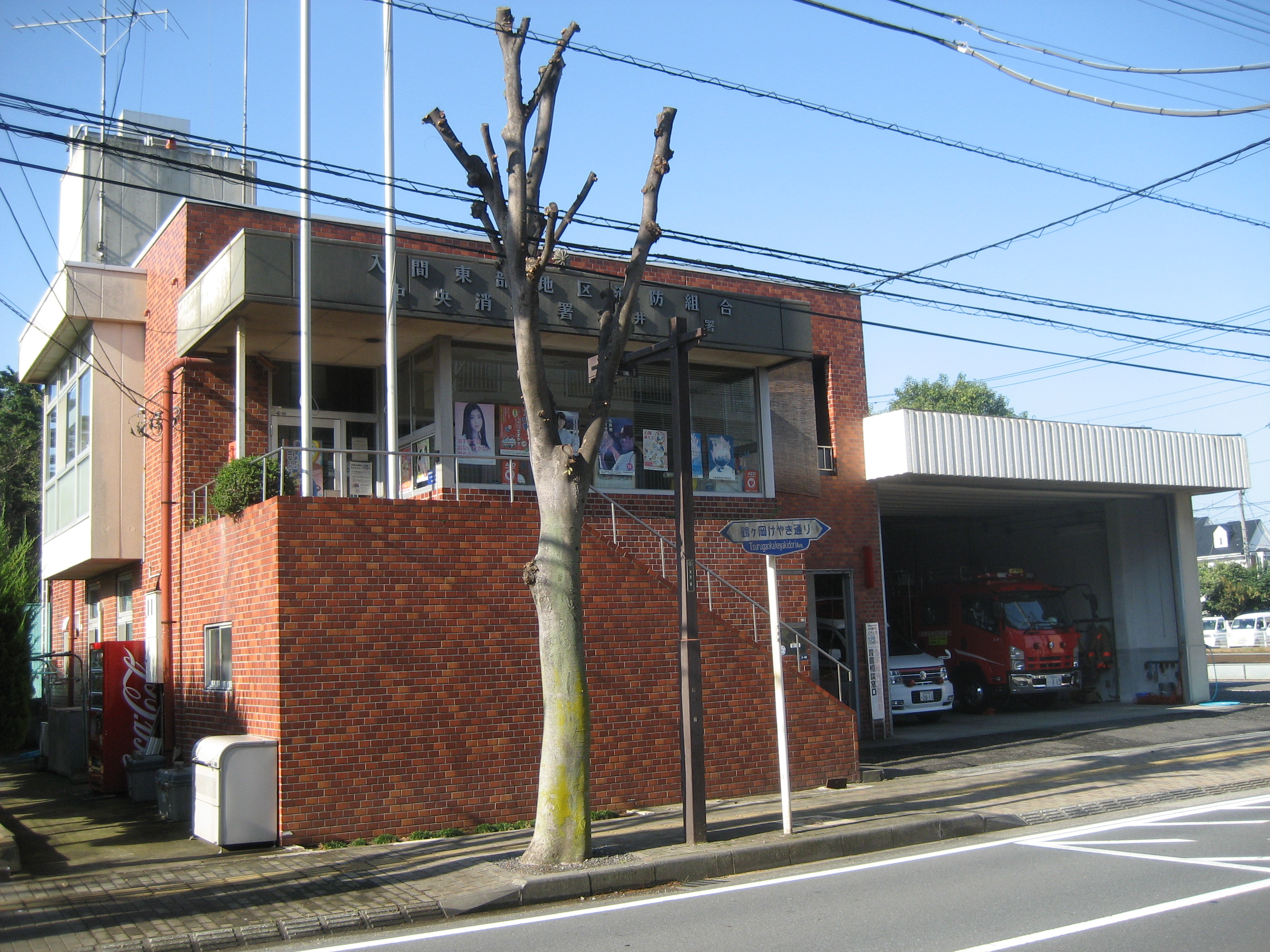
消防組合消防本部・中央消防署と統合・移転し閉鎖

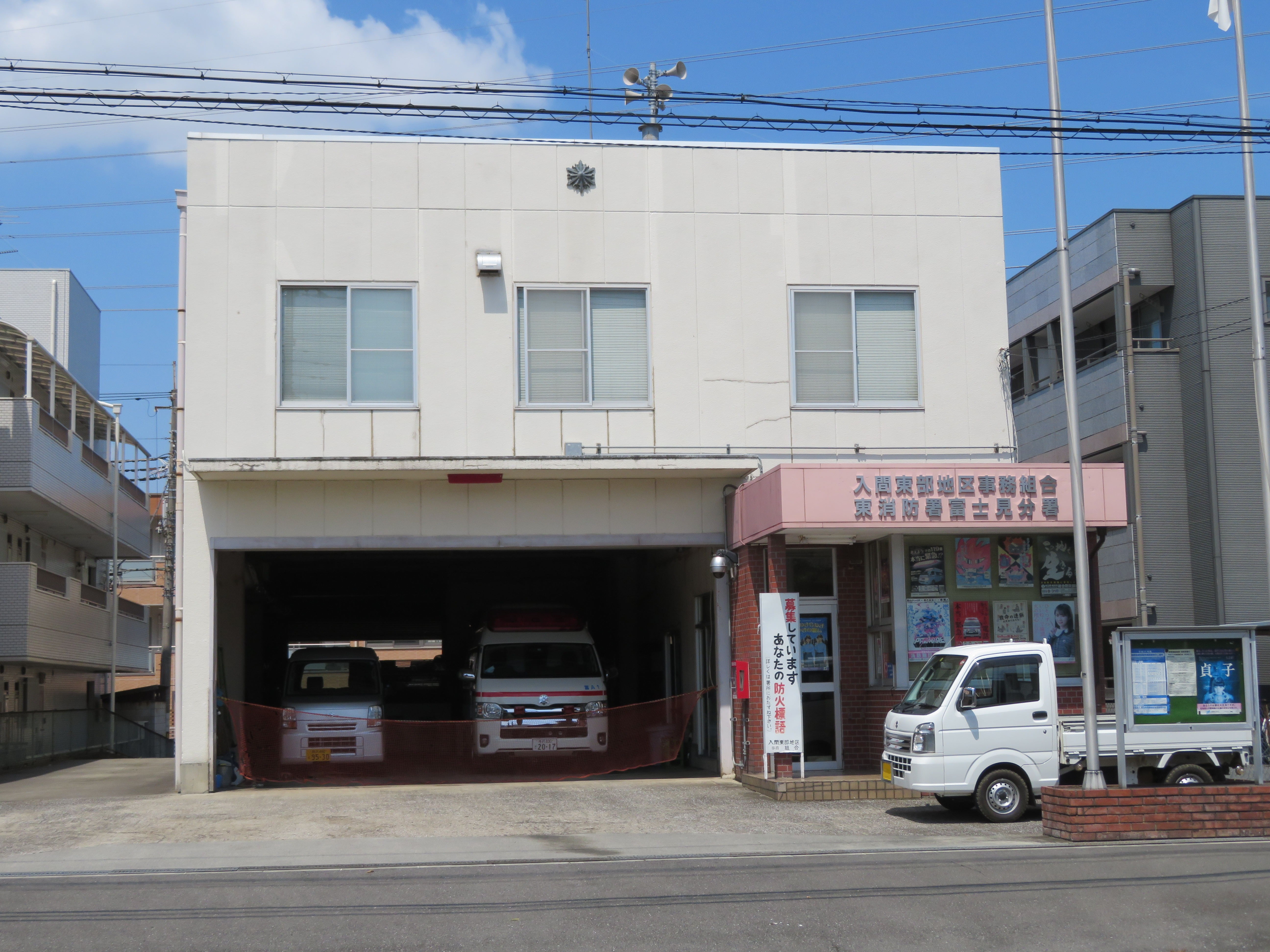
東消防署富士見分署（旧庁舎）

- - 10月　上福岡市・大井町の新設合併に伴い、ふじみ野市が発足。
- 2008年2月　富士見消防署に特別救助隊を配置。
- 2011年3月　東日本大震災の被災地に緊急消防援助隊を派遣。
- 2013年8月　消防組合消防本部・中央消防署と大井分署が統合され、ふじみ野市大井総合支所の西側に新たな消防組合消防本部及び西消防署が開署。さらに富士見消防署を東消防署に、上福岡消防署をふじみ野分署に、みずほ台分署を富士見分署にそれぞれ改称し、2署3分署体制となる。
- 2018年
  - 4月　入間東部地区消防組合が、し尿処理に関する事務や火葬場・斎場運営を行う入間東部地区衛生組合と統合し、新たに入間東部地区事務組合が発足。新組合発足に伴い、消防本部の名称が入間東部地区事務組合消防本部に改称される。
  - 10月　西消防署に高度救助隊(愛称：シルバーバック)が発足。
- 2021年4月　建物の老朽化にともない、東消防署富士見分署庁舎を富士見市東みずほ台2-16-15から富士見市水子4060番１へ新築移転する。[1]

## 組織
- 組合議会
  - 議員定数：15人（富士見市：5人、ふじみ野市：5人、三芳町：5人）
- 執行機関
  - 管理者：1人（組合市町の長の互選）
  - 副管理者：2人（管理者以外の組合市町の長）
  - 会計管理者（組合市町の会計管理者のうちから任命）
  - 監査委員：2人
  - 消防本部－消防総務課、予防課、警防課、救急課、指揮統制課
  - 消防署-消防課

## 消防署
| 名称     | 消防署建物 | 所在地                 | 分署   | 分署                | 所在地                      |
| 名称     | 消防署建物 | 所在地                 | 名称   | 分署建物            | 所在地                      |
| -------- | ---------- | ---------------------- | ------ | ------------------- | --------------------------- |
| 西消防署 |            | ふじみ野市大井中央1-1  | 三芳   |                     | 入間郡三芳町大字北永井617-8 |
| 東消防署 |            | 富士見市大字鶴馬1850-1 | 富士見 |                     | 富士見市水子4060番１        |
| 東消防署 | ふじみ野   | 富士見市大字鶴馬1850-1 |        | ふじみ野市川崎2-7-3 |                             |